# 秋山靖浩
秋山 靖浩（あきやま やすひろ、1972年 - ）は、日本の法学者。早稲田大学大学院法務研究科教授。専門は民法。学位は修士（法学）（早稲田大学、1997年）。

## 経歴
東京都昭島市出身。1991年に早稲田大学高等学院を卒業、早稲田大学法学部に進み内田勝一に学んだ。1995年に卒業後、同大学大学院法学研究科修士課程に進み、1997年に修了。2000年、同研究科後期博士課程単位取得満期退学。
2000年に早稲田大学法学部専任講師となり、2003年に同助教授、2005年に早稲田大学大学院法務研究科助教授、2007年に同准教授を経て、2009年より教授。またこの間の2003年から2005年はドイツ・ミュンスター大学法学部の客員研究員であった。早稲田大学では、大学院法務研究科教務主任（教務担当）、法務教育研究センター副所長を務める。
専門は不動産の相隣関係。
「秋山ゼミ」の教授であり、軽快な口調で基本的な論点について時間を割いて丁寧な説明をすることに定評がある。
又、一つ一つの議題について納得の行くまで議論し、結論を導く様な過程についても定評がある。

## 研究テーマ
- ドイツ都市法制の研究
- 囲繞地通行権と建築法規との関係
- 都市空間の制御における地役権の意義
- 私法による都市計画の今日的意義に関する研究

## 著書
- 『LEGAL QUEST 民法II物権』共著（有斐閣、2010年）
- 『不動産法入門』（日本評論社、2011年）
- 『3・11大震災：暮らしの再生と法律家の仕事』共著（日本評論社、2012年）

## 所属学会
- 日本私法学会